# Пиксел арт
Пиксел арт је врста компјутерске графике која је стварана у појединим пикселима – тачкама слике (*pix => picture = слика; *el => element = елемент). Такве слике су у општем случају екстремно мале и сваки пиксел мора бити тачно офарбан, да би изразио најреалистичнији изглед.
Овај вид графичког изражавања тражи велико време због чињенице да аутор мора да сваки пиксел обоји посебно. Из ових разлога се ради у већој размери и обично у 8:1. Пиксел арт се употребљава као графика која служи у компјутерским играма.

## Дефиниција
Филтри за слике (нпр Гаусово мућење или алфа мешање – „полупрозирност“) или аутоматске антиалијасиране алатке (нпр. у Adobe-јевом Photoshop-у, Brush нису добре алатке за пиксел арт, јер такве алатке аутоматски прерачунавају вредности пиксела, а у пиксел арту сваки пиксел мора бити тачно обојен без помоћи алгоритма из програма.

## Технике
1: "Dithering" (дрожање пиксела) је кад се прави шара од неког вишепикселног правоугаоника да се имитира боја која није у палети.
2: Конзервација боја је рециклажа индекса боја из палете )који се користе само за једну нијансу једне боје= ради других: систем на коме радиш нема слободан избор боја
3: Екзосетови печати (ориг. енглески "exocet seals") су названи, на сајту Пиксел Џоинт игром речима од стране немачког пиксел арт сликар Тома "tomic" Шрајтера по надимку Ервеа Питона, који значи Exocet (име француске противбродне ракете, такође назване по летећој риби са Барбадоса). Ерве Питон је француски пиксел арт сликар који користи Dithering да створи изглед грубог материјала, а не само да уштеди на бојама.
4: Ручно Антиалијасирање: ручно стварање прелива око ивица да се спречи назубљен изглед линија које се косе са пиксел-мрежом (ефекат алијасирања при узимању узорака). Аутоматско антиалијасирање није дозвољено у пиксел арту.

## Програми
На стварању пиксел арта се може употребљавати сваки 2Д графички едитор који има могућност повећања.

## Како чувати
– никад у формат који мења пикселне податке (нпр. озлоглашени JPEG).
– слике до 256 боја у GIF.
– слике са више од 256 боја у PNG.